# SCB-huset
Örebro Tullen 8 (fastighetsbeteckning), kallas oftast SCB-huset, är en kontorsfastighet som ligger på Klostergatan 23 och Fredsgatan 2–4 i Örebro i Sverige. Byggnadens baksida vetter mot Östra Bangatan, Örebro resecentrum och Örebro centralstation. SCB-huset ägs av Castellum. Byggnaden har företagshotell, gym, konferenscenter samt en restaurang.

## Historik
Byggnaden uppfördes 1976 i syfte att Statistiska centralbyrån (SCB) skulle ha kontor i fastigheten, därefter började den kallas SCB-huset. År 1992 byggdes den ut för att få in all Örebrobaserad personal i en och samma byggnad, invigningen skedde officiellt året därpå. År 2003 byggdes den ut igen. I december 2020 meddelades dock att SCB skulle lämna byggnaden för att flytta till nya lokaler, där Örebro Kexfabrik en gång låg, i september 2023.

## Hyresgäster
Ett urval av hyresgäster som har eller haft verksamhet i SCB-huset är Castellum, Hogia, Inspektionen för vård och omsorg (IVO), Länstrafiken Örebro, Mercuri Urval, Nerikes Allehanda, PE Teknik & Arkitektur, Previa, Region Örebro län, SCB, Skatteverket, Sogeti, Svensk Elitfotboll, Trygg-Hansa och Åklagarmyndigheten.